# Betway
Betway Group (conocido como Betway) es una empresa global de juegos de azar en línea.

## Historia
Betway Group tiene una asociación con la Federación de Jugadores Profesionales, que promueve, protege y desarrolla los intereses colectivos de los deportistas profesionales en el Reino Unido.
Betway Group, lanzado en 2006, la empresa posee licencias en países como Reino Unido, Malta, Italia, Dinamarca, España, Bélgica, Alemania, Suecia, México, Sudáfrica, Portugal e Irlanda.
En marzo de 2020, Betway fue multada con un récord de £ 11,6 millones por fallas históricas en la protección del cliente y los cheques contra el lavado de dinero, lo que permite a un cliente depositar más de £ 8 millones y perder más de £ 4 millones en un período de cuatro años.

## Alcance
Betway es una empresa global de juegos de azar en línea que opera en mercados en línea regulados. La compañía tiene varios productos que incluyen Betway Sportsbook, Betway Casino, Betway Vegas y Betway Esports.

## Controversias
En 2024 evitó pagar un premio de 1,3 millones de euros aduciendo que había habido una avería, a pesar de que el cliente había acertado la apuesta.